# Tahar Kaci
 (février 2012).
Si vous disposez d'ouvrages ou d'articles de référence ou si vous connaissez des sites web de qualité traitant du thème abordé ici, merci de compléter l'article en donnant les références utiles à sa vérifiabilité et en les liant à la section « Notes et références ».
 (février 2012).
Pour les articles homonymes, voir Kaci.
Tahar Kaci, né le 21 novembre 1944 à M'ghira, village sur les hauteurs de la ville de Mekla (Tizi Ouzou, en Algérie) et décédé le 24 avril 2004 à Ouled Fayet, à Alger, est un homme politique algérien, secrétaire d’État à la formation professionnelle entre 1996 et 1997.

## Biographie
Ancien élève des écoles normales supérieures de Bouzareah et de Kouba, il obtient sa licence de philosophie en 1967. Après une année d'enseignement, il décroche son CAPES en 1968. À Constantine et à Alger, il exerce en tant que professeur de philosophie et de psychopédagogie avant d'accéder au poste de directeur de l'ITE de Béjaïa.
Sa carrière de commis de l’État au MEN commence en 1978. Il prend fonction en tant que sous-directeur puis directeur, et enfin inspecteur général. De janvier 1996 à juin 1997, il est nommé secrétaire d’État à la Formation professionnelle. Il prend sa retraite en 1999 à l'âge de 56 ans.
En 2003 il écrit l'ouvrage "Réflexions sur le système éducatif "(Casbah éditions).
Il décède le 24 avril 2007 à Ouled Fayet (Alger).